# Wave-Gotik-Treffen

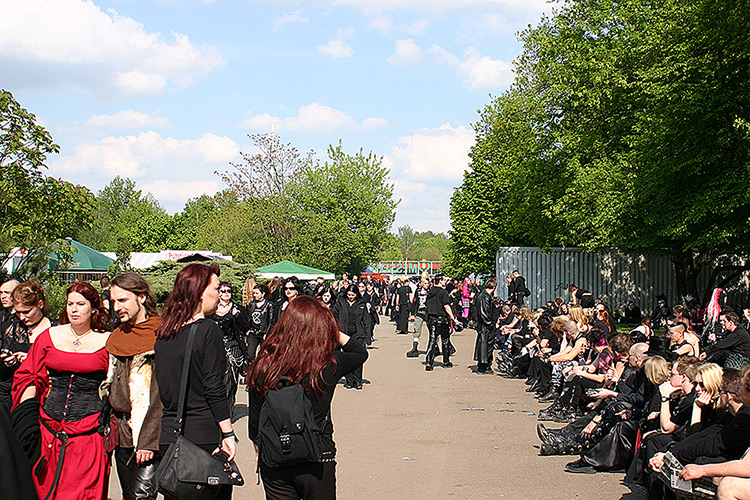
Участники WGT 2005 на территории Агры

Wave-Gotik-Treffen, WGT (нем. das Treffen, означающего «встреча») — крупнейший ежегодный фестиваль готической музыки и искусства продолжительностью более 4 дней, проводимый с 1992 года на Пятидесятницу (нем. Pfingsten) наряду с так называемыми «альтернативным» и «чёрным» движениями (нем. Alternative- und Schwarze Szene) в Лейпциге.
Подобный и второй по численности фестиваль M’era Luna проходит каждый август в Хильдесхайме.

## История

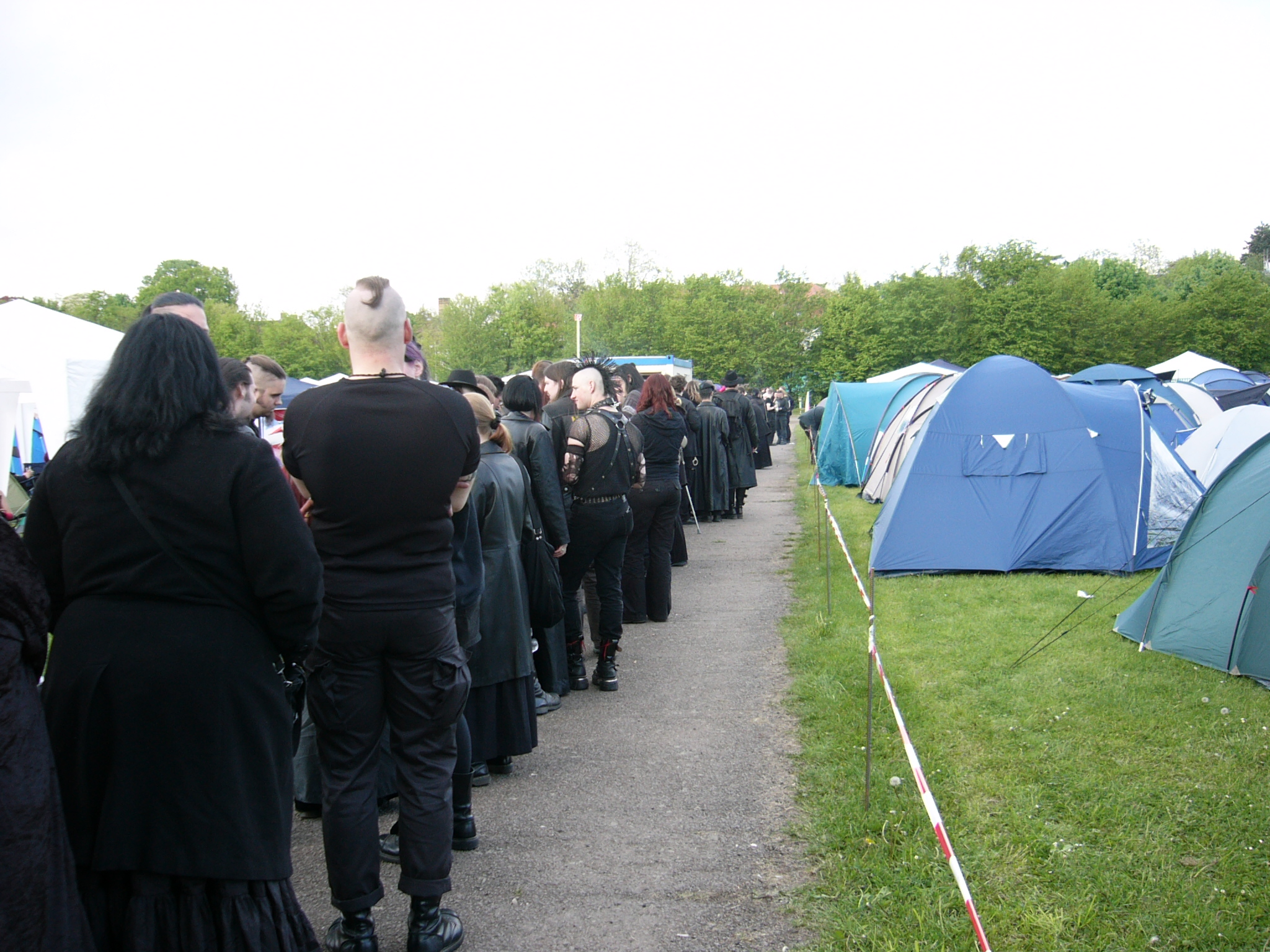
Участники WGT 2005, получающие браслеты-пропуска (кемпинг Агры)

Первая попытка провести Wave-Gotik-Treffen была предпринята в 1987 году в Потсдаме, но в связи с отсутствием официального разрешения проводился нелегально, из-за чего его посетило всего несколько сотен человек. После воссоединения Германии в 1992 году Wave-Gotik-Treffen был проведен в клубе «Eiskeller» в Лейпциге, после чего количество посетителей стало увеличиваться и стали посещать многие известные музыкальные группы. Наибольшее количество зрителей посетило фестиваль в 2000 году — 27 000 человек.
К началу XXI века Wave-Gotik-Treffen является одним из крупнейших музыкальных фестивалей в мире. Число ежегодных выступлений составляет около 200 исполнителей в жанрах дарквейв, синти-поп, акустический фолк, неофолк, средневековый рок, готик-рок, дэт-рок, электро/EBM/индастриал. На фестивале проходят различные ярмарки, премьеры фильмов и аудиопродукции, выставки музеев и галерей, ролевые игры, церковные концерты, инсценированные средневековые ярмарки.
Даты проведения фестиваля изменяются каждый год, так как зависят от католического и лютеранского праздника Pfingsten, соответствующего православному празднику Пятидесятницы, который празднуют через 7 недель после Пасхи (нем. Ostern). Неофициально фестиваль открывается уже ночью в четверг, в то время как официальные запуски Wave-Gotik-Treffen начинаются в пятницу и продолжаются до раннего утра вторника (понедельник — официальный праздничный день). На время фестиваля посетители останавливаются в гостиницах Лейпцига или, чаще всего, заселяются в палаточный городок на территории комплекса Агра (нем. Agra Halle).

## Видео и аудио издания фестивалей
В 1999 году под лейблом UpSolution Video был выпущен 71-минутный релиз в формате VHS под заголовком 8. Wave-Gotik-Treffen Pfinglten 1999, представляющий собой в виде своеобразного документального фильма, в котором одна половина посвящена концертным выступлениям в виде нарезки, а другая половина демонстрирует околомузыкальное действие: показ готической моды, театрализованные представления, факельное шоу, органный концерт в храме, фейерверки. Также можно наблюдать людей и поклонников, пришедших на фестиваль.

## Номера фестиваля

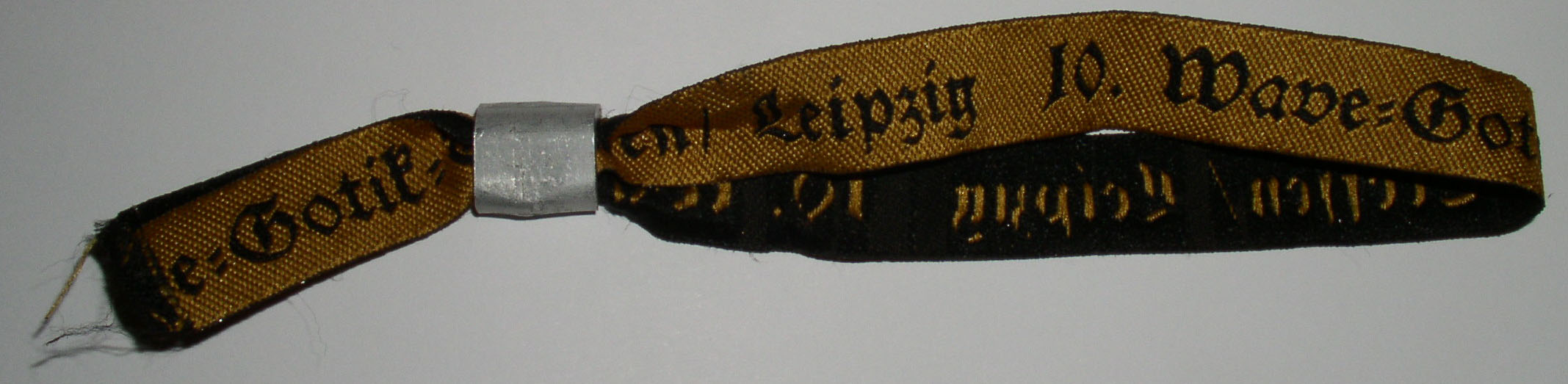
Браслет с Wave-Gotik-Treffen 10

| - 1992: 1 - 1993: 2 - 1994: 3 - 1995: 4 - 1996: 5 - 1997: 6 | - 1998: 7 - 1999: 8 - 2000: 9 - 2001: 10 - 2002: 11 - 2003: 12 | - 2004: 13 - 2005: 14 - 2006: 15 - 2007: 16 - 2008: 17 - 2009: 18 | - 2010: 19 - 2011: 20 - 2012: 21 - 2013: 22 - 2014: 23 - 2015: 24 - 2016: 25 |

## Места

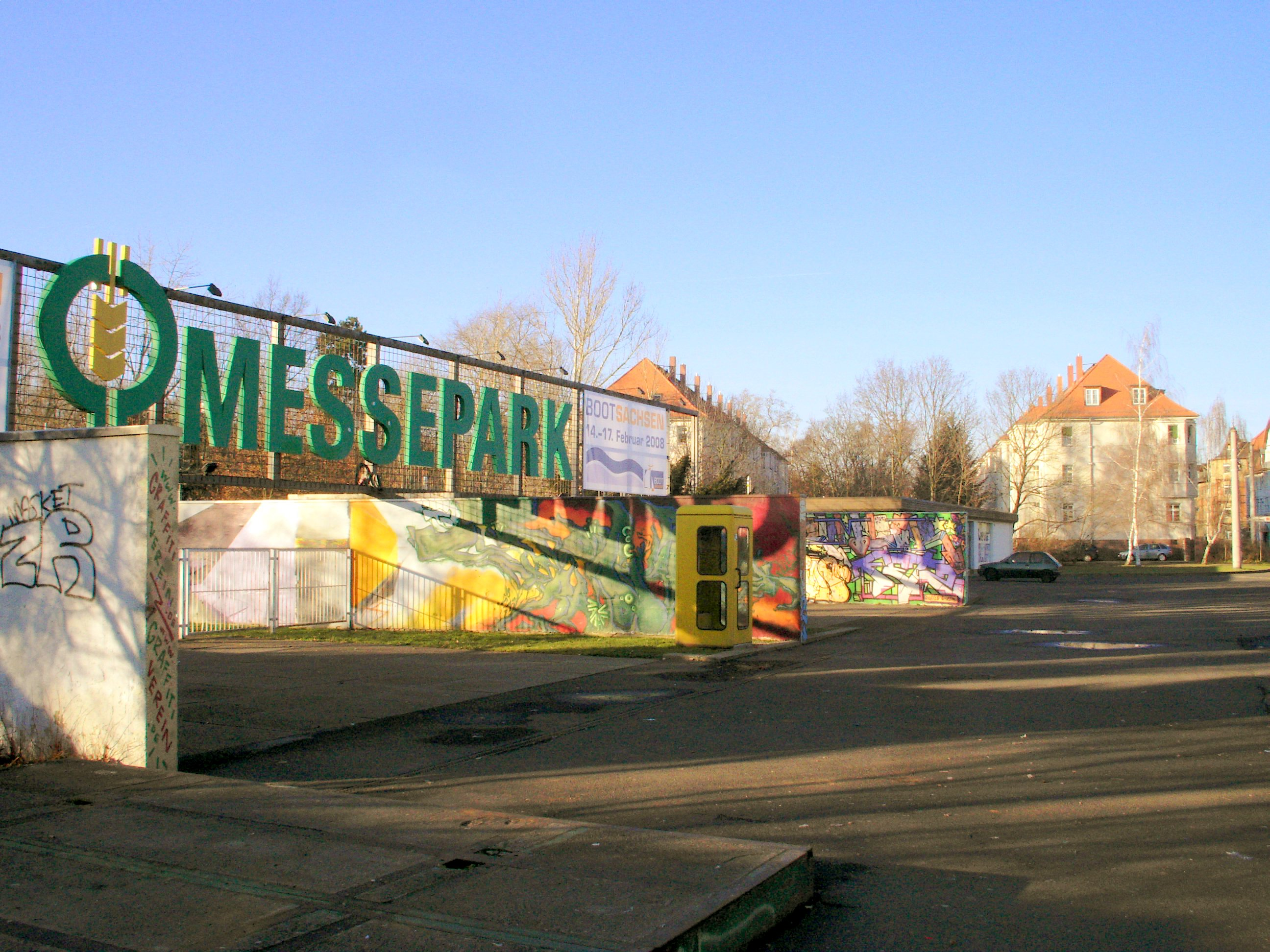
Messepark

В отличие от других фестивалей Wave-Gotik-Treffen проводится во многих районах Лейпцига и с 2001 года пользуется поддержкой, в том числе финансовой, городских властей. Также фестиваль является официальным мероприятием города и входит в культурную программу городского туристического отдела.
- Agra-Messegelände

На территории выставочного центра АГРА находится одна из самых больших концертных площадок Messepark, на которой проходят основные концерты, ярмарка, находится кемпинг. На площадках каждый вечер проходят вечеринки со многими известными диджеями.
- CineStar

Кинотеатр в центре города, в котором проходят официальные показы тематических фильмов и автограф-сессии.
- Torhaus Dölitz

Исторический Торхаус Дёлиц — здание, расположенное в конце Agra Halle, где проводится стилизованная выставка, связанная с Битвой народов.
Клубы и концертные площадки:
- Moritzbastei — один из основных клубов Лейпцига, место для небольших концертов и студенческих вечеринок.
- Parkbühne — открытая сцена в парке им. Клары Цеткин, использовавшаяся для проведения концертов; в последние годы в парке проходит так называемый Викторианский пикник.
- Werk II, Halle A
- Kohlrabizirkus
- ANKER
- Parkschlößchen
- AGRA 4.2
- Villa
- Sixtina
- Darkflower

## Достопримечательности
- Памятник Битве народов;
- Лейпцигский Гевандхаус;
- Ресторан «Погреб Ауэрбаха».

## Участники
Список некоторых музыкальных исполнителей:
| - Absolute Body Control - Accessory - Aesthetic Perfection - Agonoize - All Gone Dead - Amorphis - Apoptose & Fanfarenzug Leipzig - ASP - Bad Sector - Bauhaus - Beati Mortui - Beborn Beton - Blutengel - Christian Death - Clan of Xymox - Combichrist - Coppelius - Covenant - Crematory | - Current 93 - Dance or Die - Darkhaus - Das Ich - Deathstars - Decoded Feedback - Deine Lakaien - Diary of Dreams - Die Krupps - Dope Stars Inc. - Dragons - Emilie Autumn - Epica - Fading Colours - Front Line Assembly - God Module - Goethes Erben - Gothminister - Götterdämmerung - Henke - Helium Vola - Hocico | - Inkubus Sukkubus - Katatonia - L'Âme Immortelle - Lacrimosa - Lacuna Coil - Laibach - Lake of Tears - Liv Kristine - Mantus - Meinhard - Mesh - Moonspell - The Moon and the Nightspirit - Mortiis - Neuroticfish - Oomph! - Otto Dix - Plastique Noir - Psyclon Nine - Samael - Skinny Puppy - sToa | - Suicide Commando - SolarIce - Tarja - Terminal Choice - The 69 Eyes - The Cure - Theodor Bastard - The Sisters of Mercy - Theatre of Tragedy - Theatres des Vampires - Tiamat - Tristania - Unheilig - Unzucht - Velvet Acid Christ - Waves under Water - Zeraphine - Zeromancer - Рейчел Госвелл |

## Галерея

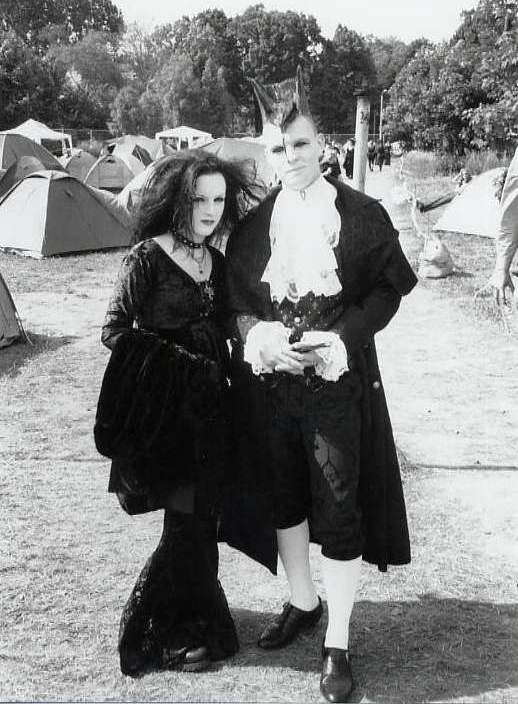
Wave-Gotik-Treffen 2002
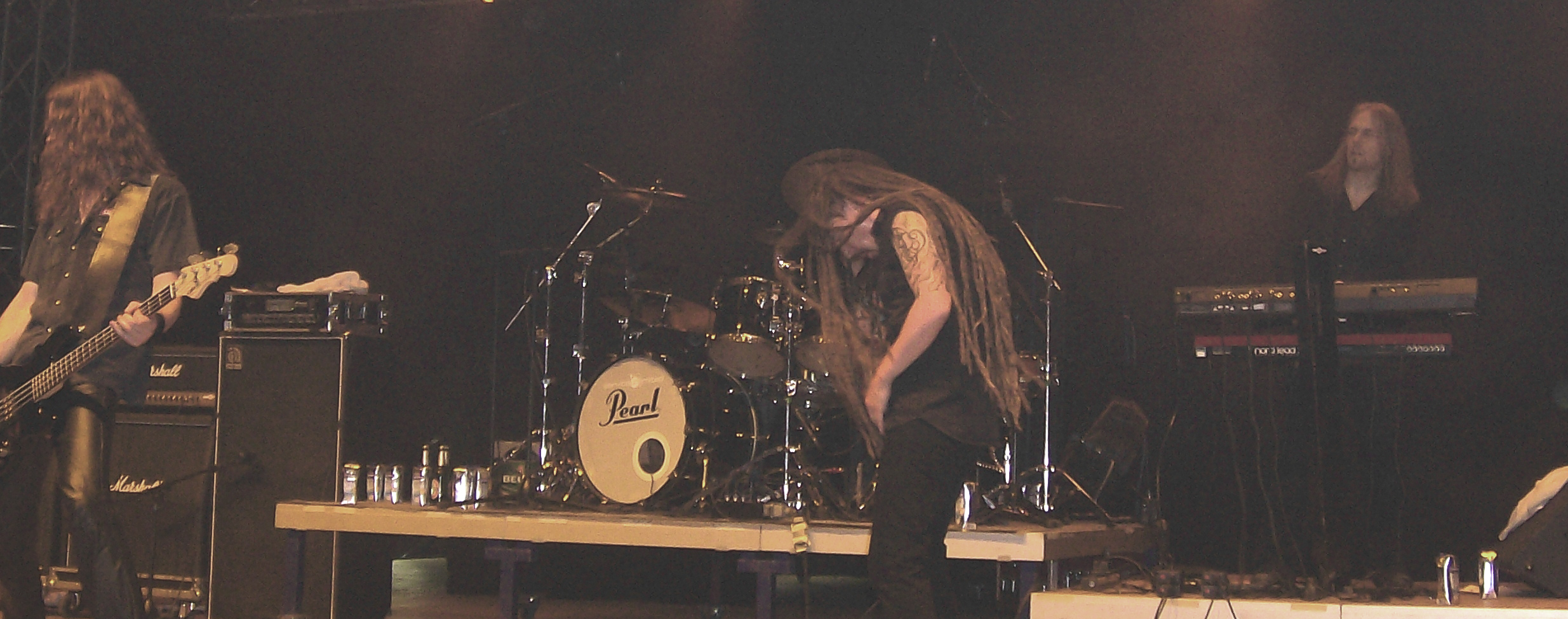
Выступление Amorphis на WGT 2007
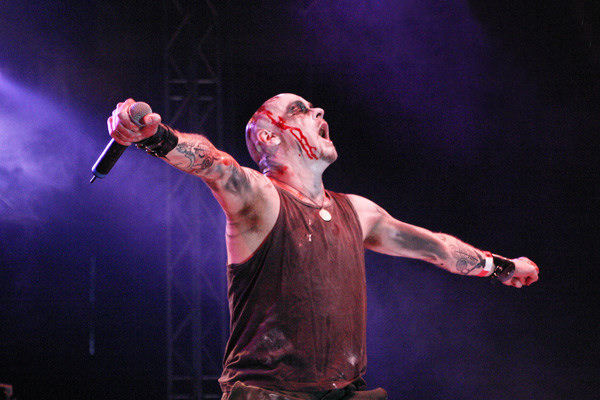
Выступление Primordial на WGT 2007
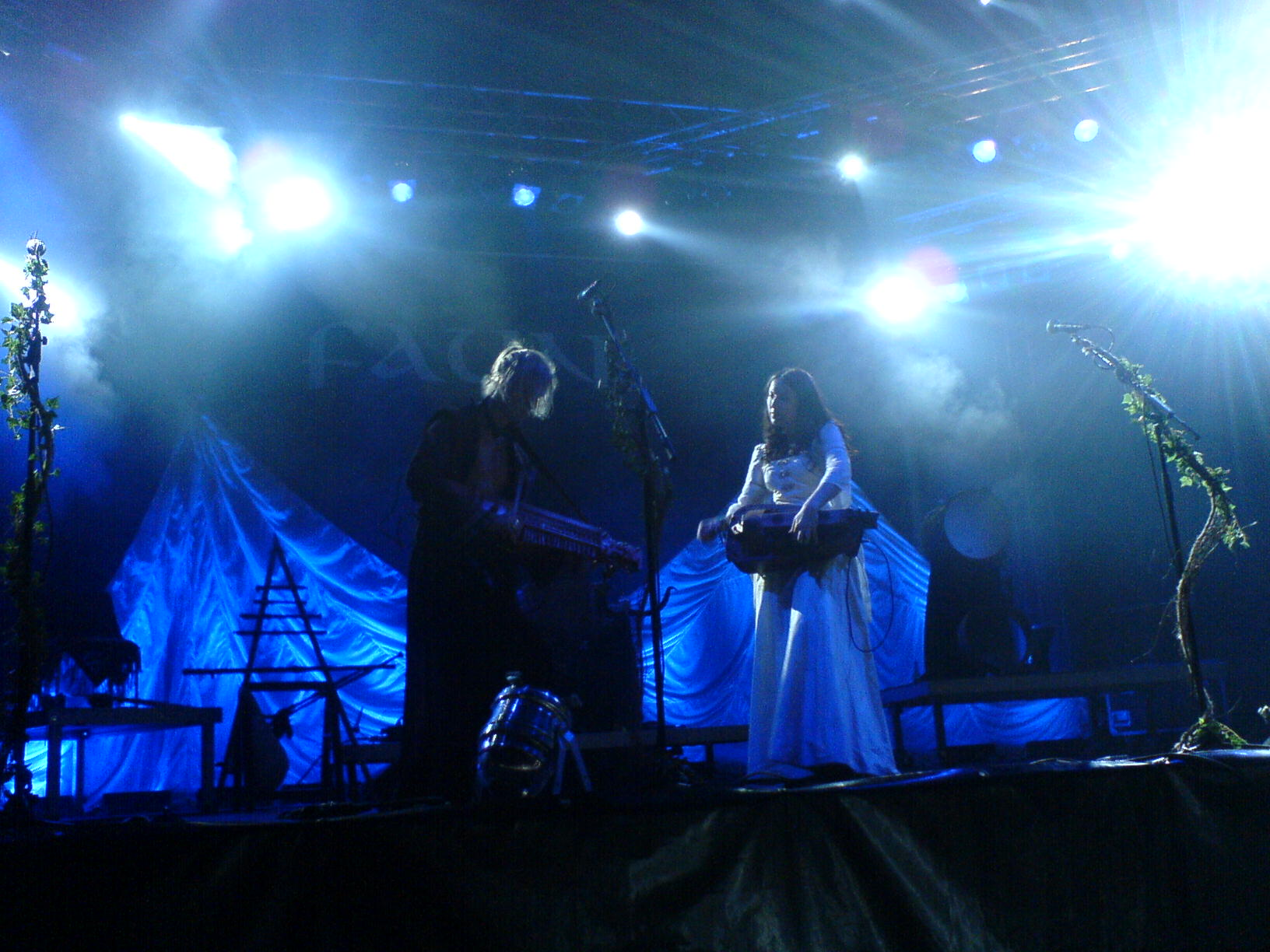
Выступление Faun на WGT 2007
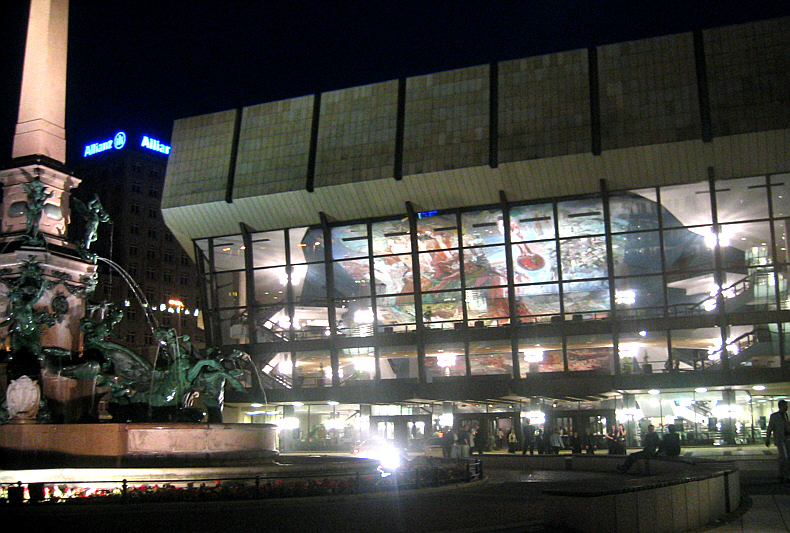
Лейпцигский Гевандхаус, 2004
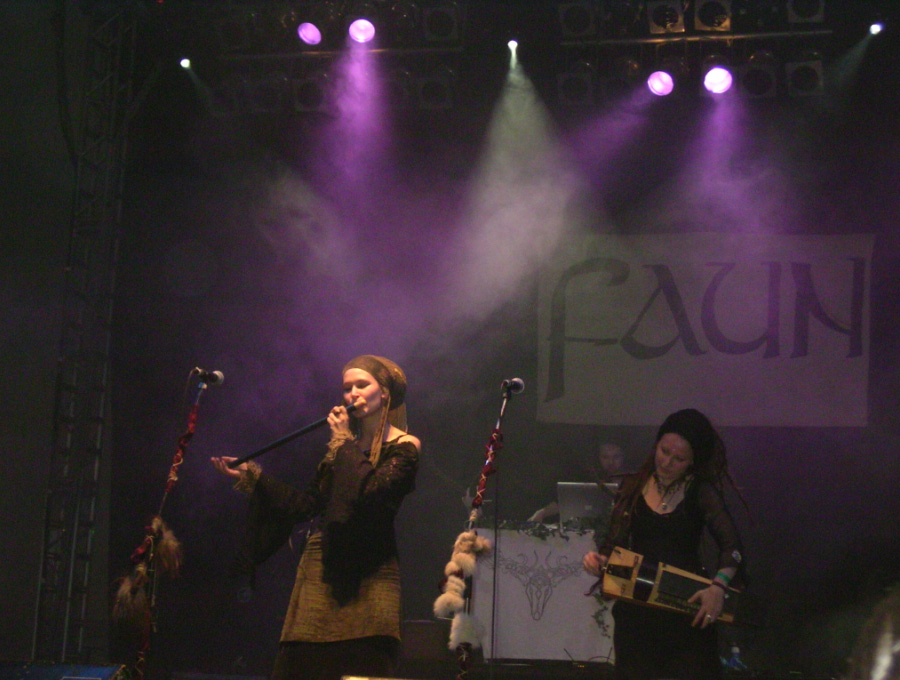
Выступление Faun на WGT 2007
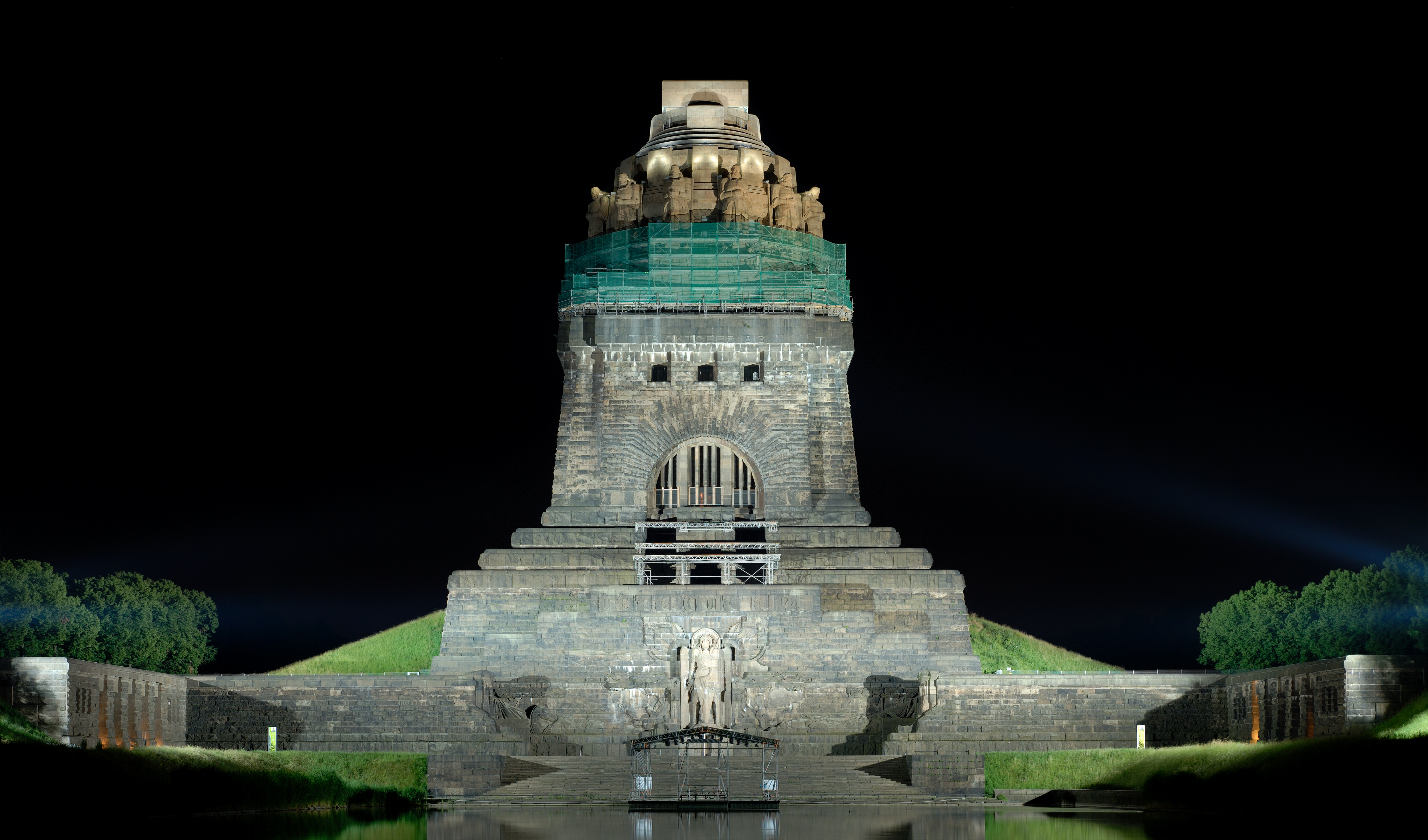
Памятник Битве народов, 2007
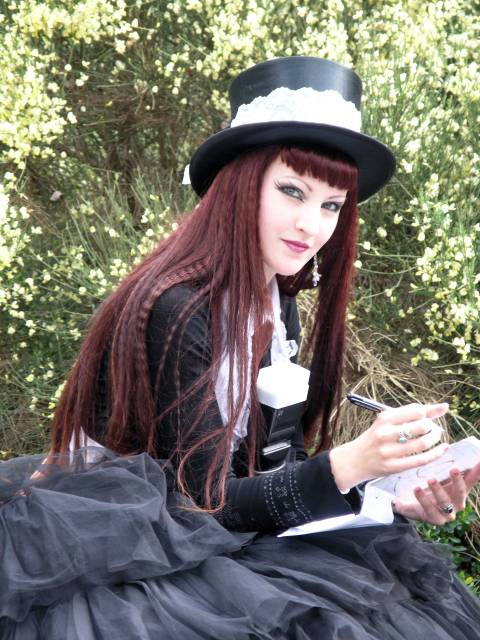
Фотограф Виона Йелегемс на WGT 2005
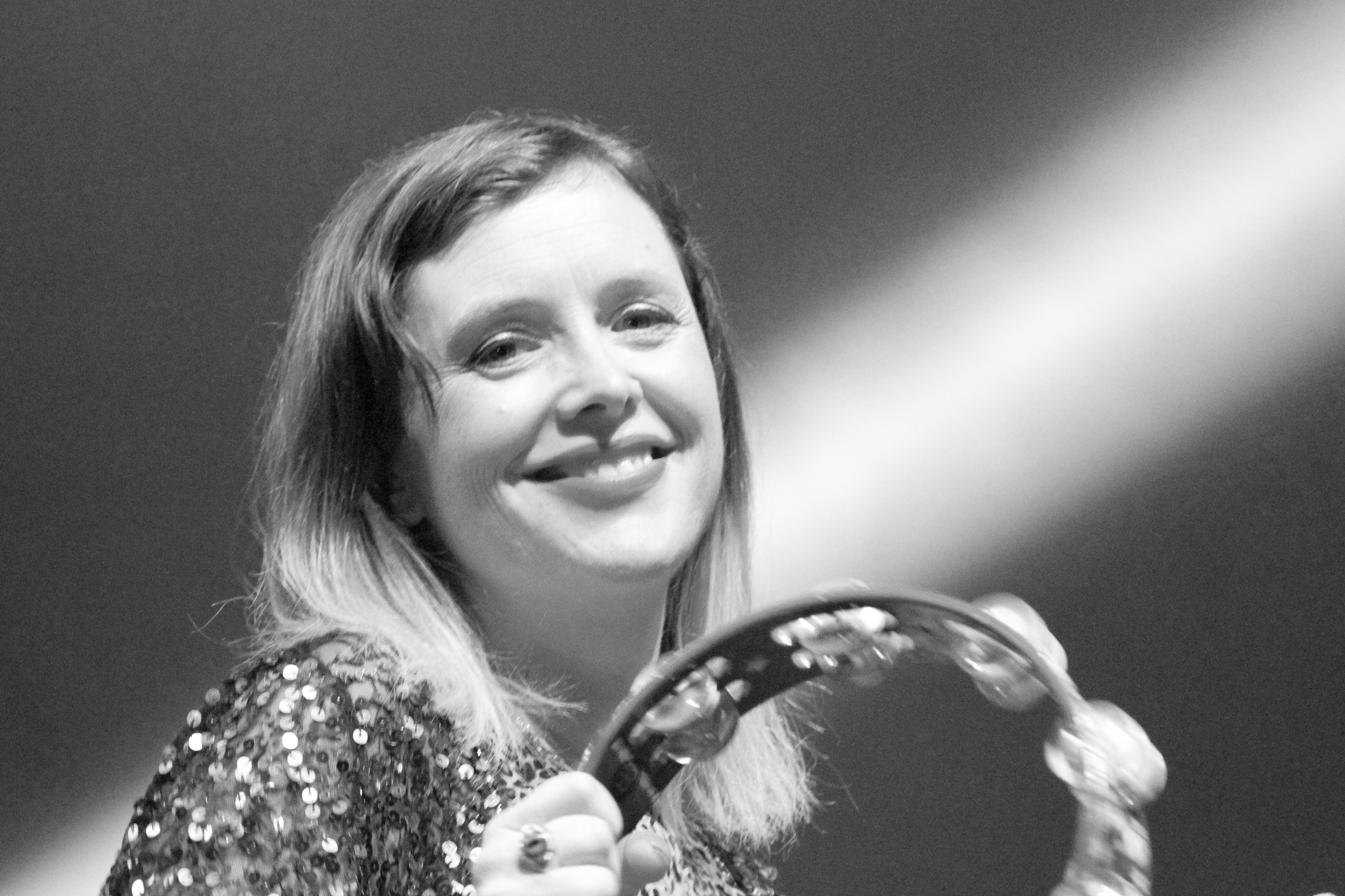
Рейчел Госвелл на WGT 2014